# Stadion Šmartno ob Paki
Stadion Šmartno ob Paki – stadion piłkarski we wsi Šmartno ob Paki, w Słowenii. Został otwarty w 1973 roku. Może pomieścić 1500 widzów. Swoje spotkania rozgrywają na nim piłkarze klubu NK Šmartno 1928, kontynuatora tradycji rozwiązanego w 2005 roku NK Šmartno, grającego w pierwszej lidze słoweńskiej w latach 2001–2004.